# Michelliana afroalpina
Michelliana afroalpina är en fjärilsart som beskrevs av François Louis Nompar de Caumont de Laporte 1976. Michelliana afroalpina ingår i släktet Michelliana och familjen nattflyn. Inga underarter finns listade i Catalogue of Life.